# Bóbis Ildikó
 Bóbis Ildikó , (Farkasinszky-Bóbis Ildikó) (Budapest, 1945. szeptember 5. –) háromszoros olimpiai ezüstérmes tőrvívó. Az 1968, 1972 és 1976. évi. olimpiákon csapatban és egyéniben ért el második helyezést.  Bóbis Gyula birkózó olimpiai bajnok lánya.

## Pályafutása
Öten voltak testvérek, küzdelmes életük volt. Édesapja vitte le a BVSC vívótermébe, sport pályafutása végéig hű maradt klubjához. A vívás csínját-bínját Nagy Árpád, Hatz József, Lukovich István edzőktől tanulta meg, 1965-ben Bay Béla vívómesterhez került és válogatott kerettag lett. Az 1968-as mexikóvárosi olimpián a csapattal ezüstérmet szerzett. Az akkori nagyon erős magyar női tőrvívásban szinte minden világversenyre meg kellett küzdenie a válogatott helyért.
Az 1972-es müncheni olimpián az egyéni döntőben a zsűri szándékos rossz ítéletei miatt ezüstérmet akasztottak a nyakába.
így emlékszik vissza:
„Nem egyszerűen arról van szó, hogy ellopták az aranyérmemet, de azóta is rengeteg negatív megkülönböztetésben volt részem, mert „csak” második voltam Münchenben.”

## Sporteredményei
- Olimpiai játékok
  - ezüstérmes (3): 1968 (női tőrcsapat), 1972 (női tőr egyéni és csapat)
  - bronzérmes: 1976 (női tőrcsapat)